# Seigneurie de Grandson
Entités suivantes :
- Seigneurie de Belmont
- Seigneurie de Champvent
- Seigneurie de La Sarraz

La seigneurie de Grandson est une ancienne seigneurie située dans l'actuel canton de Vaud. Plusieurs parties en sont détachées progressivement pour devenir les seigneuries de La Sarraz, Champvent et Belmont. En 1475, la seigneurie devient le bailliage de Grandson.

## Histoire
La seigneurie de Grandson appartient d'abord à la famille de Grandson. Le siège de la seigneurie le château de Grandson.
En 1234, une partie de la seigneurie est détachée pour devenir la seigneurie de Champvent. Elle est composée de Champvent, Mathod, Suscévaz, Essert-sous-Champvent, Villars-sous-Champvent, Orges, Vugelles-La Mothe, Vuitebœuf, Sainte-Croix et Bullet.

### Articles
- Jean-Jacques Bouquet, « Grandson (seigneurie, district) » dans le Dictionnaire historique de la Suisse en ligne, version du 15 octobre 2009.